# 官浔镇
官浔镇，是中华人民共和国福建省漳州市漳浦县下辖的一个乡镇级行政单位。

## 行政区划
官浔镇下辖以下地区：
官浔社区、锦江村、西北村、下炉村、洪霞村、赵厝村、康庄村、省炉村、溪坂村和春建村。